# 原始漢藏族
原始漢藏族（英語：Proto-Sino-Tibetan people），又稱原始漢藏人、古漢藏人，是使用原始漢藏語的古代族群，為後世漢族、羌族、緬族與藏族的共同先祖。原始漢族最早從原始漢藏族中分離，之後原始漢藏族再分支出包括羌族、藏族與緬族等藏緬語系族群。

## 起源學說
原始漢藏族的语言起源，學界存在三種假說，德內－高加索語系假說，泛喜馬拉雅語言假說，以及汉－南岛语系假說。學者白桂思認為漢語與藏緬語不是同出一源，是獨立發展的語言。
德內－高加索語系假說認為漢藏语系與北高加索語系、葉尼塞語系等有同源關係。美國學者許靖華支持此說，認為漢藏人在公元前六千多年，因氣候變冷，離開葉尼塞河南下，擊敗原居於中國東南方的苗族與傜族先民，進居中國中原地區。
泛喜馬拉雅語言假說認為，早期人類經喜馬拉雅山脈一帶東遷，在亞洲南部地區形成原始漢藏族。原始漢藏族後沿川藏一帶，進入黄河上游地区。在黃河上游地區，分支成原始藏緬族與原始漢族兩支，原始藏緬族向川藏、甘青一帶往回移居至青康藏高原以至印度一帶，原始漢族則往黃河中下游移居。馬蒂索夫認為原始漢藏族起源自喜馬拉雅山區，沿河川往下游遷徙，於公元前4000年左右開始分化出原始漢族。在分化出原始漢族之後，餘下未分化的原始漢藏族後又分化為藏族、緬族、彝族、羌族等。
汉－南岛语系假說與南方大語系假說認為，漢藏語系，壯侗語系與南島語系共同起源於亞洲南部，苗瑶语系也可能可以被納入其中。
中華人民共和國學者田阡子等人的基因研究指出漢藏人起源自東亞南部，於距今4萬至2萬年前間北上至黄河中上游。
復旦大學學者金力團隊於2019年發表論文，以遺傳學與貝葉斯統計方法研究，指出在西元前6000年的中國黄河流域，原始漢藏語分支出原始漢語與原始藏緬語，原始漢藏族因此分成原始漢族與原始藏緬族兩支。

## 原始藏緬族
原始漢族在黃河中游分化出去之後，仍然使用原始漢藏語的原始漢藏族，改稱為原始藏緬族。原始藏緬族在接下來一千年至二千年間，尚未分化，大地灣文化、馬家窑文化與齊家文化都被認為可能是由原始藏緬族創造。
有學者認為後來被漢族稱為氐、西羌、黨項、吐番等族群可能都是原始藏緬族。
原始藏緬族沿著長江、黃河河谷往上游發展，與各地原有居民混合，分化成西羌、氐人、黨項、藏族、西南夷等不同民族。在西元500年左右，原始藏緬族最終抵達中南半島與印度南方。

## 考古遺址
大汶口文化、磁山文化，以及之後的仰韶文化及馬家窑文化，常被認為與原始漢藏族有關。
龍山文化也被認為與原始漢藏族或原始漢族有關。